# 下の階には澪がいる
『下の階には澪がいる』（したのかいにはみおがいる、朝: 이두나!（イ・ドゥナ!）、中: 爱上她的理由、英: The Girl Downstairs）は、ミンソンアによる韓国のweb漫画。2019年7月から2022年7月までNAVER WEBTOONにて連載され、日本ではLINEマンガにて連載されている。2023年4月には本作を原作とするテレビアニメがBilibiliにて、同年10月には実写ドラマがNetflixにて公開された。

## あらすじ
大学進学のため上京した杉浦陽は、自身の住む下宿の下の階に、突如引退を発表した元人気アイドルの如月澪が住んでいることに気付く。当初は陽に厳しい態度をとっていた澪だったが、庭で倒れているところを助けられたことをきっかけに親しくなっていく。

## 登場人物
俳優は実写ドラマでの配役。声優は配信アニメでの配役。それぞれの括弧内は吹き替えを担当した声優。
如月澪（きさらぎ みお、이두나、イ・ドゥナ、李诗雅）
演 - ペ・スジ（瀬戸麻沙美）、声 - 蔡娜（坂本真綾）
ガールズグループ「ドリームスウィート」のメインボーカルとして人気を博していたが、突如として芸能界を引退した。大学に復学後は、寮の同じ階の部屋をすべて借りるなどして人目を避けて生きている。
杉浦陽（すぎうら よう、이원준、イ・ウォンジュン、袁君瑭）
演 - ヤン・セジョン（河本啓佑）、声 - 苏尚卿（河本啓佑）
予備校で出会った先輩・桃井真珠に憧れており、同じ大学に入学した。幼くして父を亡くし、病気がちな妹がいるため、実家を出て上京することに罪悪感を抱えている。
桃井真珠（ももい まこと、김진주、キム・ジンジュ、朱茱）
演 - ハヨン（中村美怜）、声 - 刘晴（大久保瑠美）
成績優秀な女子大学生。陽から思いを寄せられていることを知っているが、距離をとっている。
三国沙羅（みくに さら、최이라、チェ・イラ、崔若霓）
演 - パク・セワン（夏目あり沙）、声 - 刘媛媛（沼倉愛美）
陽が合コンで出会う服飾学科の学生。秘かに陽に思いを寄せている。

## 制作背景
本作は他のミンソンアの作品と同じく、平凡な男性と美しい女性の関係を描いたものとなっている。自身の作品の傾向についてミンソンアは、きれいな女性キャラクターを描くのが楽しいからだと語っている。また、本作の登場人物と同じく、ミンソンアも大学で服飾を学んでいた。

## 既刊一覧
- ミンソンア 『이두나!』YOUNG COM、全5巻
  1. 2023年7月25日発売、ISBN 979-1-16-779281-5[9]
  2. 2023年7月25日発売、ISBN 979-1-16-779282-2[10]
  3. 2023年8月30日発売、ISBN 979-1-16-779290-7[11]
  4. 2023年10月31日発売、ISBN 979-1-16-779328-7[12]
  5. 2023年10月31日発売、ISBN 979-1-16-779329-4[13]

## 実写ドラマ
本作を原作とした実写ドラマが2023年10月20日、Netflixにて配信された。邦題は『イ・ドゥナ！』。監督は『愛の不時着』などで知られるイ・ジョンヒョが務め、イ・ドゥナ役はmiss Aの元メンバーであるペ・スジが演じた。
撮影は2022年7月ごろに始まり、2023年2月20日に終了した。一部シーンは河口湖や東京の踏切など日本でも撮影され、劇中グループ「DREAM SWEET」のダンスシーンは、スジが日本のK-POPイベント『KCON』に出演した際の映像が使用されている。

### スタッフ
- 監督 - イ・ジョンヒョ
- 脚本 - チャン・ユハ
- 音楽 - ナム・ヘスン

### 反響・評価
配信開始後、本作は初週からNetflixにおける非英語シリーズ作品の週間グローバルTOP10入りを果たした。また本作の配信開始と同時にNetflix KOREAやStone Music EntertainmentのYouTubeチャンネルにて、劇中グループ「DREAM SWEET」の「The Whispering Spell」MVが公開され、元アイドルのスジが再び踊る姿に大きな反響が寄せられた。

## 配信アニメ
本作を原作とするテレビアニメが2023年4月20日、中国国内向けにBilibiliにて配信された。日本では、日本語吹き替え版が2024年7月から9月まで、フジテレビ『B8station』枠ほかにて放送された。Bilibiliでは2024年3月時点で約6000万回の再生回数を記録している。

### スタッフ
- 原作 - ミンソンア
- 監督 - 董易
- 総脚本 - 江狐工作室
- 総演出監督 - キム・シニョン
- 総作画監督 - パク・ヨノク
- 音楽 - 楊秉音
- アニメーション制作 - RED DOG CULTURE HOUSE
- 演出（日本語吹き替え版） - 太田信乃
- 翻訳（日本語吹き替え版） - 鳥居怜子、本多由枝
- 音響制作（日本語吹き替え版） - 東北新社
- 製作（日本語吹き替え版） - フジテレビジョン、bilibili

### 主題歌
「Caramel」
石玺彤・谢雨纯・钟欣cent3e・Zzqc_Jessieによるオープニングテーマ。作詞は极辣・Justin Reinstein・Eunjoo Park・Jay Hong、作曲はJustin Reinstein・Eunjoo Park・Jay Hong、編曲はJustin Reinsteinによる。
「每个明天」
Veegee徐若侨によるエンディングテーマ。作詞は牛佳钰、作曲はAshley、編曲はLemurFによる。
「Might Just」
SWEET REVENGEによる日本語版のオープニングテーマ。作詞・作曲・編曲はJonathan Yip・Jeremy Reeves・Ray Romulus・Jeff Baranowski・Luke Milano・Micah Powell・Kam Parkerによる。
「夜が明けるまで」
Nornisによる日本語版のエンディングテーマ。作詞・作曲・編曲は篠崎あやと・橘亮祐による。

### 各話リスト
| 話数 | サブタイトル （原題）                 | 脚本      | 演出監督                                       | 絵コンテ設計                                                | 作画監督                                                                  | 初放送日 （日本） |
| ---- | ------------------------------------- | --------- | ---------------------------------------------- | ----------------------------------------------------------- | ------------------------------------------------------------------------- | ----------------- |
| #1   | 出会い （初遇）                       | 駒駒 董易 | ソ・ソンジョン                                 | -                                                           | ハン・ヒョンジ キム・ウナ                                                 | 2024年 7月4日     |
| #2   | 頭かち割りさん （打爆头小姐）         | 駒駒 董易 | パン・スンジン                                 | -                                                           | イ・ドントク                                                              | 2024年 7月4日     |
| #3   | もっと彼女を知りたい （更想了解的她） | 駒駒 董易 | ソ・ソンジョン                                 | チョン・グァンフン チュ・へミ                               | ハン・ヒョンジ                                                            | 7月11日           |
| #4   | 桜の下の本心 （樱花下的情愫）         | 駒駒 董易 | ウ・スンウク                                   | チョン・グァンフン チュ・へミ                               | イ・ドンイク パン・スンジン                                               | 7月11日           |
| #5   | 誓いの杯 （交杯酒）                   | 駒駒 董易 | ソ・ソンジョン                                 | チョン・グァンフン チュ・へミ チョ・ヨングァン              | ハン・ヒョンジ                                                            | 7月18日           |
| #6   | ファーストキス （初吻）               | 駒駒 董易 | チョン・ビョンジョル                           | チョン・グァンフン チュ・へミ チョ・ヨングァン              | パン・スンジン                                                            | 7月18日           |
| #7   | 仲直り （和好）                       | 駒駒 董易 | ソ・ソンジョン                                 | チョン・グァンフン チュ・へミ                               | カン・ジス                                                                | 7月25日           |
| #8   | 変わらない心 （不変的心）             | 駒駒 董易 | ウ・スンウク                                   | チョン・グァンフン チュ・へミ                               | イ・ドンイク パン・スンジン                                               | 7月25日           |
| #9   | 時を超えた告白 （隔空的告白）         | 駒駒 董易 | ヤン・ビョンギル                               | チョン・グァンフン イム・スミン                             | ユ・ユイル キム・ヤンスク                                                 | 8月1日            |
| #10  | 変化 （变化）                         | 駒駒 董易 | ソ・ソンジョン                                 | チョン・グァンフン チュ・へミ チョ・ヨングァン イム・スミン | カン・ジス ハ・ヨンジョン                                                 | 8月8日            |
| #11  | デート （约会）                       | 駒駒 董易 | ヤン・ビョンギル                               | チョン・グァンフン チュ・へミ チョ・ヨングァン イム・スミン | ユ・ユイル キム・ヤンスク                                                 | 8月8日            |
| #12  | ステージの彼女 （台上的她）           | 駒駒 董易 | チョン・ビョンジョル                           | チョン・グァンフン チュ・へミ                               | パン・スンジン イム・ソンヒ                                               | 8月15日           |
| #13  | 好きな人 （喜欢的人）                 | 駒駒 董易 | ソ・ソンジョン                                 | チョン・グァンフン チュ・へミ                               | カン・ジス ハ・ヨンジョン ヨン・ジヘ                                      | 8月15日           |
| #14  | 崩壊 （坍塌）                         | 駒駒 董易 | ヤン・ビョンギル                               | イム・スミン チョン・グァンフン チュ・へミ                  | コ・ユイル キム・ヤンスク                                                 | 8月22日           |
| #15  | 爆発 （爆发）                         | 駒駒 董易 | ヤン・ビョンギル                               | イム・スミン チョン・グァンフン チュ・へミ                  | コ・ユイル キム・ヤンスク                                                 | 8月22日           |
| #16  | 新たなスタート （新开始）             | 駒駒 董易 | ウ・スンウク                                   | イム・スミン チョン・グァンフン チュ・へミ                  | パン・スンジン イム・ソンヒ                                               | 8月29日           |
| #17  | 紗羅 （若霓）                         | 駒駒 董易 | ソ・ソンジョン                                 | イム・スミン チョン・グァンフン チュ・へミ                  | カン・ジス                                                                | 8月29日           |
| #18  | 陥落 （沦陷）                         | 駒駒 董易 | チョン・ビョンジョル                           | イム・スミン チョン・グァンフン チュ・へミ                  | パン・スンジン イム・ソンヒ                                               | 9月5日            |
| #19  | 如月澪 （李诗雅）                     | 駒駒 董易 | ヤン・ビョンギル チョン・ジョルギョ ク・ジヨン | イム・スミン チョン・グァンフン チュ・へミ                  | コ・ユイル キム・ヤンスク                                                 | 9月5日            |
| #20  | 青春の結末 （青春的结局）             | 駒駒 董易 | ソ・ソンジョン                                 | イム・スミン チョン・グァンフン チュ・へミ                  | カン・ジス                                                                | 9月12日           |
| #21  | 真珠 （茱儿）                         | 駒駒 董易 | ウ・スンウク                                   | イム・スミン チョン・グァンフン チュ・へミ                  | パン・スンジン イム・ソンヒ                                               | 9月12日           |
| #22  | 下の階には澪がいる （爱上她的理由）   | 駒駒 董易 | キム・ヨングァン ク・ジヨン                    | イム・スミン                                                | ホン・マルスク ナ・ユミン ソン・ジス ホン・ユミ コ・ユイル キム・ヤンスク | 9月19日           |

### 放送局
| 放送期間                | 放送時間                     | 放送局     | 対象地域   | 備考                                                    |
| ----------------------- | ---------------------------- | ---------- | ---------- | ------------------------------------------------------- |
| 2024年7月4日 - 9月19日  | 木曜 1:25 - 1:55（水曜深夜） | フジテレビ | 関東広域圏 | 製作局 / 『B8station』枠 / 日本語吹き替え版のみ         |
| 2024年7月10日 - 9月25日 | 土曜 0:30 - 1:00（金曜深夜） | BSフジ     | 日本全域   | BS/BS4K放送 / 『アニメギルド』枠 / 日本語吹き替え版のみ |

| 配信開始日   | 配信時間                   | 配信サイト | 備考                     |
| ------------ | -------------------------- | --- | ------------------------ |
| 2025年7月4日 | 木曜 12:00 更新            | ABEMAプレミアム Amazon Prime Video dアニメストア （本店・for Prime Video） DMM TV FOD Hulu Lemino U-NEXT アニメ放題 バンダイチャンネル | 見放題配信               |
|              |                            | FOD Tver | 最新話期間限定無料配信   |
|              |                            | Amazon Prime Video Google TV HAPPY!動画 music.jp Rakuten TV バンダイチャンネル ビデオマーケット                                        | レンタル配信             |
| 2025年7月5日 | 金曜 12:00 更新            | ムービーフルPlus | レンタル配信             |
| 2024年7月6日 | 土曜 0:00（金曜深夜） 更新 | J:COM STREAM milplus TELASA （本店・ auスマートパスプレミアム ）                                                                       | 見放題配信・レンタル配信 |

| フジテレビ B8station       | フジテレビ B8station | フジテレビ B8station |
| 前番組                     | 番組名               | 次番組               |
| -------------------------- | -------------------- | -------------------- |
| 時光代理人 -LINK CLICK- II | 下の階には澪がいる   | 百妖譜（第2期）      |